# Gurzelen
Gurzelen là một đô thị ở huyện Seftigen ở bang Bern ở Thụy Sĩ. Đô thị này có diện tích 4,5 km², dân số năm 2005 là 776 người.